# Stazione di Biagioni Lagacci
La stazione di Biagioni Lagacci è una fermata ferroviaria posta sulla linea Pistoia-Bologna, costruita per servire le località di Biagioni, frazione del comune di Alto Reno Terme, in provincia di Bologna e Lagacci, piccola frazione del comune di Sambuca Pistoiese, in provincia di Pistoia, situate sulle rive opposte del fiume Reno, che funge da confine tra le regioni Toscana ed Emilia-Romagna.

## Storia
La fermata di Biagioni Lagacci venne attivata nel 1950. Dai primi anni novanta, con l'installazione del sistema di controllo automatico, è impresenziata.

## Strutture e impianti
Fermata di piccola importanza, costruita per favorire il turismo, all'epoca della costruzione della linea ferrata fiore all'occhiello dell'Appennino tosco-emiliano, presenta un solo binario di circolazione.
La stazione è classificata da RFI nella categoria bronze.

## Movimento
La stazione è servita da treni regionali svolti da Trenitalia nell'ambito del contratto di servizio stipulato con la regione Toscana.
A novembre 2019, la stazione risultava frequentata da un traffico giornaliero medio di circa 3 persone (1 salito + 2 discesi).